# Погорелка (приток Туры)
Погорелка (в прошлом — Катаргулка; сиб. 
Катаргул) — река в России, протекает по Свердловской области. Устье реки находится в 305 км от устья реки Туры по левому берегу. Длина реки составляет 11 км.

## Название
В прошлом река называлась Катаргулка. На карте 1798 года отмечена река Катаргулка. Напротив устья реки находилось татарское поселение Катаргуловы юрты.

## Данные водного реестра
По данным государственного водного реестра России относится к Иртышскому бассейновому округу, водохозяйственный участок реки — Тура от впадения реки Тагил и до устья, без рек Тагил, Ница и Пышма, речной подбассейн реки — Тобол. Речной бассейн реки — Иртыш.
Код объекта в государственном водном реестре — 14010502312111200006305.